# Vágbori
Vágbori (szlovákul Borovce) község Szlovákiában, a Nagyszombati kerületben, a Pöstyéni járásban.

## Fekvése
Pöstyéntől 7 km-re nyugatra, a Dudvág jobb parti teraszán, a Nagyszombatot Pöstyénnel összekötő főútvonal közelében fekszik.

## Története
Területén a régészeti leletek tanúsága szerint már a kőkorszaktól fogva éltek emberek. Egyaránt tártak fel itt hamvasztásos és csontvázas sírokat a kőkorszaktól a középkorig terjedő időből.
A mai települést 1262-ben „Borey" néven említik először. Királyi birtok, melyet 1388-ban Luxemburgi Zsigmond a lengyel származású Stíbornak adott. A korabeli okiratok szerint 1549-ben a Bory család birtoka. Később több tulajdonosa is volt, köztük a Zsámbokréti, Bossányi, Markhot, Bertalanffy és Ocskay családok. A falu teljes hosszában a Verbótól Vígvár felé folyó Holecska-patak mentén fekszik, mely malompatakként szolgált és számos malmot hajtott a környékén. 1599-ben a falut felégette és kirabolta a török. Régi templomát 1758-ban le kellett bontani, 1781-re épült fel az új templom. A falu iskoláját 1792-ben építették, először csak egyosztályos iskola volt. A második osztály 1876-ban, a harmadik 1932-ben létesült. Lakói főként mezőgazdasággal foglalkoztak.
A 18. század végén Vályi András így ír róla: „BORI. tótúl Borovcze. Népes tót falu Nyitra Vármegyében, földes Urai külömbféle Urak, fekszik Dudvág viz mellett, Nagy Kosztolán, és Csejta között, az Ország úttyán, lakosai katolikusok, és szorgalmatos föld mivelők, határja jó termékenységű."
Fényes Elek geográfiai szótárában eképpen ír a községről: „Bori (Borovecz), tót falu, Nyitra vármegyében, a Dudvágh mellett, a n.-szombati országutban. – Számlál 668 kath., 30 evang., 29 zsidó lak. Kath. paroch. templom. Sok rozs, árpa, buza, mák, sat. kövér rétek; vizimalom. – F. u. Ocskay, Alagovich, Javurka, Császár, Klimó, Visnyovszky. – Utolsó postája Galgócz."
Borovszky monográfiasorozatának Nyitra vármegyét tárgyaló része szerint: „Bori, a Dudvág jobb partján, a Holecska-patak mellett, a nagy-szombat–vágujhelyi útban fekvő falu, 637 tótajku, r. kath. vallásu lakossal. Postája Rakovicz, táviró- és vasúti állomása Pöstyén. 1262-ben „Borey” néven említik. Stibor vajda korában villa regalis volt, amikor azt Zsigmond király 1388-ban Stibornak adományozta. Az ide vonatkozó oklevélben a község „Bary” néven szerepel. Kath. temploma 1777-ben épült, de már azelőtt is volt temploma, melyet – az 1758. évi canonica visitatio szerint – le kellett bontatni. A templomban értékes régi arany- és ezüstedényeket őriznek. A községet a törökök 1599-ben felégették és lakosait rabságba ejtették. Két úrilak is ékesíti a falut. Az egyik id. ocskai Ocskay Rudolfé, a másik báró Wattenvyllé. Földesura az Ocskay családon kivül 1549-ben a Bory család volt, később a Zsámbokréthyek, Thewrewkök, a Bossányi, Markhot, Bertalanffy és a Klimo családok."
A trianoni békeszerződésig Nyitra vármegye Pöstyéni járásához tartozott.

## Népessége
| Év:            | 1994. | 2004.   | 2014.   | 2024.    |
| -------------- | ----- | ------- | ------- | -------- |
| Emberek száma: | 853   | 913     | 1002    | 1211     |
| Eltérés:       |       | +7,03 % | +9,74 % | +20,85 % |

| Év:            | 2023. | 2024.   |
| -------------- | ----- | ------- |
| Emberek száma: | 1197  | 1211    |
| Eltérés:       |       | +1,16 % |

1910-ben 741 lakosából 656 szlovák és 66 magyar anyanyelvű volt.
2001-ben 849 lakosából 840 szlovák volt.
2011-ben 991 lakosából 940 szlovák, 4 magyar, 4 cseh, 3 más és 40 ismeretlen nemzetiségű.

## Nevezetességei
- Szent Lőrinc tiszteletére szentelt, római katolikus temploma 1777 és 1781 között épült. A templom alatt sírbolt található az egykori helyi nemesek és plébánosok sírjaival. Legértékesebb kincse egy arany monstrancia.
- A plébánia épülete 1747-ben létesült.
- Nepomuki Szent János késő barokk szobra 1768-ban készült.

## Külső hivatkozások
- Hivatalos oldal
- E-obce.sk Archiválva 2009. július 3-i dátummal a Wayback Machine-ben
- Községinfó
- Vágbori Szlovákia térképén
- Tourist-channel.sk
- E-obec.sk